# 奧佛·剛
奧佛·剛博士（Dr. Ofer Gon）是南非的著名魚類學家，現時於南非水生生物研究所的資深研究員，是天竺鯛科物種的專家。現時有多個物種由他命名。

## 外部連結
- 個人網頁 （页面存档备份，存于）